# Sugár Erzsébet
Sugár Erzsébet (közölt Kovács Erzsébet néven is; Nagyvárad, 1920. december 26. – Budapest, 1999) erdélyi magyar szerkesztő, Kovács János felesége.

## Életútja, munkássága
Iskoláit Szilágysomlyón, Nagyváradon és Bukarestben végezte. Az Irodalmi Könyvkiadó (1958–70), majd a Kriterion Könyvkiadó (1970–74) bukaresti szerkesztőségének belső munkatársa volt. Nyugdíjazása után áttelepedett Magyarországra, Budapesten hunyt el.
Első írása 1946-ban jelent meg a nagyváradi Fáklyában. Könyvismertetőit és irodalomtörténeti írásait az Előre, Utunk, Korunk, Igaz Szó és A Hét közölte. 1969-ig az Irodalmi Könyvkiadónál szerkesztette a Romániai Magyar Írók sorozatot, s a sorozat számára sajtó alá rendezte a Gaál Gábor Válogatott írások I–II. kötetét (Bukarest, 1964, 1965), később levelezésének első, Gaál Gábor leveleit tartalmazó kötetét (Levelek, 1921–1945, Bukarest, 1975), a Korunk-alapító Dienes László kritikáinak válogatását („Sejtelme egy földindulásnak”, Bukarest, 1976), Szántó György Fekete éveim – Öt fekete holló (Bukarest, 1982), Stradivari (Bukarest, 1984) és A földgömb (Bukarest, 1987) c. köteteit, a Téka-sorozat számára pedig Moholy-Nagy László művészeti írásait (A festéktől a fényig, Bukarest, 1979. Téka-sorozat).

## Kötete
- Anglia köd nélkül : útleírás. Bukarest, 1969.

## Fordítása
- Al. Simion: Lehetséges évszakok : regény. Bukarest, 1977.